# 다케후정
다케후정(武生町)은 후쿠이현 난조군에 있던 정이다. 현재의 에치젠시 중심부에 해당한다.

## 역사
- 1889년 4월 1일 - 정촌제 시행에 의해 난조군 다케후정이 성립하였다.
- 1948년 4월 1일 - 가미야마촌과 합병해 다케후시가 성립하였다.

## 교통

### 철도
- 일본국유철도
  - 호쿠리쿠 본선
- 후쿠이 철도
  - 후쿠부선
  - 난에쓰선

## 참고문헌
- 「角川日本地名大辞典」編纂委員会 編『角川日本地名大辞典』 18巻、角川書店、1989年12月。ISBN 4040011805。